# Tasilón III de Baviera
Tasilón III de Baviera, también conocido como Tassilo o Tasilo (741-794), fue duque de Baviera y el último perteneciente a la dinastía Agilolfinga. 

## Orígenes
Tasilón fue hijo del duque de Baviera Odilón, de la familia de los Angilolfingos y de Hiltrude, hija de Carlos Martel.

## Biografía
Su padre murió el año 748 cuando Tasilón contaba con apenas 6 años de edad, Tasilón debía sucederle como duque, pero su tío (medio hermano de Hiltrude) Grifón usurpó el trono. Interviene otro de sus tíos en su favor, Pipino el Breve, quien defiende los derechos de su sobrino y hermana y reconoce al niño como duque de Baviera, a cambio le entrega a Grifon unos condados en Neustria. Su madre gobernó en su nombre como regente hasta 757.
El año 757, Tasilón juró fidelidad a su tío Pipino, que mientras tanto había sido coronado Rey de los Francos, quien trajo a los pueblos francos una política independiente y provechosa.
Se casó con Liutperga, hija de Desiderio, rey de los Lombardos, con quienes tenía buenas relaciones y colaboraban para anexar las tierras ávaras a su territorio oriental. Tasilón se convierte en el protector de los eslovenos y trata de evangelizar a los eslavos de Carintia.
En el año 774, cuando Carlomagno ataca el reino Lombardo para defender al Papa, Tasilón no hace nada para ayudar a su primo, comprendiendo lo peligroso que podría llegar a ser tras la ocupación de Italia y del Friul, cuando Baviera estaba ya rodeada por su ejército.
Para el año 781 Tasilón debe acudir a Worms a presentar juramento a Carlomagno. En 787, después que el papa Adriano I rechazara su apoyo, Tasilón fue atacado por Carlomagno, quien el 13 de octubre lo obliga a confirmar su vasallaje. De vuelta a Ratisbona, su capital, comienza a intrigar bajo la influencia de su mujer que no había olvidado el trato que Carlomagno había dado a su familia (encarceló a su padre, exilió a su hermano y repudió a su hermana Gerperga).
Tasilón trató de aliarse con los Ávaros, enemigos de los francos, pero fue traicionado por sus nobles, arrestado y procesado antes de poder reaccionar. En 788 fue condenado a muerte, pero por consideración a su familia, cambiaron la sentencia por el encierro en un convento, al igual que su esposa y sus dos hijos Teodón y Teodoberto.
Carlomagno abolió el ducado de Baviera y envió a Tasilón a Fráncfort del Meno a renunciar públicamente a todos sus dominios en el año 794, Baviera así como Carintia fueron anexadas al reino franco, bajo la autoridad directa de Carlomagno.